# Los Angeles Sparks 2005
La stagione 2005 delle Los Angeles Sparks fu la 9ª nella WNBA per la franchigia.
Le Los Angeles Sparks arrivarono quarte nella Western Conference con un record di 17-17. Nei play-off persero la semifinale di conference con le Sacramento Monarchs (2-0).

## Roster
| N° | Naz.                           | Ruolo | Sportivo            | Anno | Alt. | Peso |
| -- | ------------------------------ | ----- | ------------------- | ---- | ---- | ---- |
| 1  | Stati Uniti (bandiera)         | A     | Chamique Holdsclaw  | 1977 | 188  | 78   |
| 4  | RD del Congo (bandiera)        | G     | Mwadi Mabika        | 1976 | 180  | 75   |
| 5  | Italia (bandiera)              | A     | Laura Macchi        | 1979 | 185  | 77   |
| 6  | Serbia e Montenegro (bandiera) | G     | Gordana Grubin      | 1972 | 180  | 75   |
| 9  | Stati Uniti (bandiera)         | C     | Lisa Leslie         | 1972 | 196  | 77   |
| 10 | Stati Uniti (bandiera)         | G     | Doneeka Hodges      | 1982 | 175  | 73   |
| 21 | Stati Uniti (bandiera)         | G     | Tamecka Dixon       | 1975 | 175  | 67   |
| 22 | Stati Uniti (bandiera)         | G     | Edniesha Curry      | 1979 | 168  | 63   |
| 31 | Stati Uniti (bandiera)         | AC    | Jessica Moore       | 1982 | 191  | 79   |
| 32 | Stati Uniti (bandiera)         | A     | Christi Thomas      | 1982 | 191  | 84   |
| 33 | Italia (bandiera)              | A     | Raffaella Masciadri | 1980 | 183  | 77   |
| 42 | Stati Uniti (bandiera)         | G     | Nikki Teasley       | 1979 | 183  | 75   |
| 44 | Stati Uniti (bandiera)         | A     | Tamika Whitmore     | 1977 | 188  | 86   |
| 55 | Paesi Bassi (bandiera)         | C     | Marlous Nieuwveen   | 1980 | 196  | 82   |

## Staff tecnico
- Allenatori: Henry Bibby (13-15) (fino al 27 agosto)[1], Joe Bryant (4-2)
- Vice-allenatori: Bob Webb, Shelley Patterson, Joe Bryant (fino al 27 agosto)